# III. Gottfried alsó-lotaringiai herceg

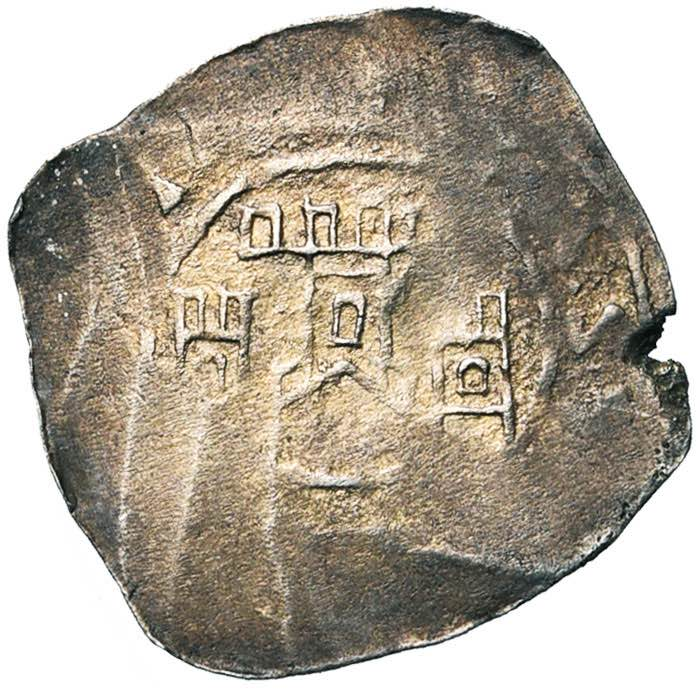
Az első bouilloni vár ábrázolása III. Gottfried pénzérméjén

III. Szakállas Godfrey (997 – 1069. december 30.) (francia forrásokban Godefroid II de Basse-Lotharingie, Godefroid III d'Ardenne, Godefroid le Barbu) középkori nemesúr, a Német-római Birodalomhoz tartozó Alsó-Lotaringia hercege, Antwerpen és Toszkána őrgrófja, Spoleto hercege. Apja I. Gozelon alsó-lotaringiai herceg. (Egyik) lakhelye Bouillon vára volt.

## Élete
Gozelon lotaringiai herceg legidősebb fia volt. Még apja életében örökölte Verdun grófságot és Antwerpeni Őrgrófságot (1040), de apja 1044-ben bekövetkezett halálakor csak Felső-Lotaringia hercegi címét örökölte (uralkodott: 1044–1047). III. Henrik német-római császár tartott az egyesített Lotaringiai Hercegség erejétől és Alsó-Lotaringiát előbb Gozelon fiatalabbik fiának, II. Gozelonnak adta, majd annak 1046-os halálakor Luxemburgi Frigyesnek adományozta a hercegi címet.
Gottfried természetesen fellázadt III. Henrik ellen és feldúlta Verdun városát (amit Henrik szintén elvett tőle), illetve Alsó-Lotaringiát. Henrik ekkor megfosztotta a felső-lotaringiai hercegi címtől és 1045-ben a császári sereg legyőzte és fiával együtt börtönbe vetették. 1046 tavaszán Gottfried kiszabadult, visszakapta a hercegi címet, de fia meghalt a börtönben és emiatt ismét fellázadt a császár ellen. Ekkor csatlakozott hozzá V. Balduin flamand gróf és IV. Dirk holland gróf is. Gottfried megtámadta és meglepetésszerűen elfoglalta Verdun városát 1046. október 25-én, amit ekkorra Henrik már Thierry verduni püspöknek adományozott. Gottfried lerombolta a városi katedrálist. A császár ekkor másodszorra és véglegesen megfosztotta a hercegi címtől, amit Adalbert metzi grófnak adományozott. Gottfried 1048. november 11-én csatában legyőzte Adalbert-et.
Henrik azonnal kinevezte Gerard metzi grófot utódának, és Gerard sikeresen vette fel a harcot a hercegségbe betörő Gottfried-el. Utóbbinak 1049-ben le kellett mondania követeléseiről és még jóvátételt is kellett fizetnie a verduni katedrális lerombolásáért, miután IX. Leó pápa kiátkozta. Cserébe visszakapta Verdunt.
Első felesége, Doda halála után 1054-ben feleségül vette Beatrix felső-lotaringiai hercegnőt, II. Frigyes felső-lotaringiai herceg lányát, aki ekkor már első házassága után Toszkána őrgrófnője volt. Henrik császár ekkor elfogta és bebörtönözte Beatrixot, mivel hozzáment egy árulóhoz. Gottfried Itáliába utazott és felesége nevében igazgatta a toszkán őrgrófságot.
1054-ben V. Balduin ismét fellázadt III. Henrik ellen és megtámadta Trier-t, illetve Nijmegent. Gottfried is csatlakozott Balduinhoz és csatában elfogta Frigyest, akit Henrik nevezett ki Alsó-Lotaringia trónjára 1046-ban. 1055-ben Gottfried ostrom alá vette Antwerpen városát, de kudarcot vallott. 1056-ban meghalt III. Henrik, és utóda, IV. Henrik még csak  hatéves volt. V. Balduin hűséget esküdött a fiatal császárnak, míg 1057-ben Gottfriedet Toszkánába száműzték feleségével együtt.
Még ugyanebben az évben elérte, hogy öccsét IX. István pápa néven megválasszák, aki azután neki adományozta Spoleto hercegségét. Öccse halála után 1058 januárjában II. Miklós pápa megválasztását támogatta és X. Benedek ellenpápa megválasztása után bevonult Rómába, rövid ostrom után bevette a lateráni palotát és elkergette az ellenpápát. Öccse és utódainak pápasága alatt fontos szerepet játszott a közép- és észak-itáliai politikai életben.
1065-ben Frigyes alsó-lotaringiai herceg halála után IV. Henrik hazahívta és felajánlotta neki Alsó-Lotaringiát, illetve ezzel együtt az antwerpeni őrgrófságot, hogy szövetségesévé tegye Gottfried-et. Hercegi udvarát Bouillonban-ban rendezte be. 1069-ben halt meg.

## Családja és leszármazottai
Első felesége Doda (Guota v. Uoda), házasságukból öt gyermek született:
- Judit (kb. 1020–), férje III. Manasses, Rethel grófja.
- Gottfried (kb. 1025/1040 - 1079. február 26.). Apja halála után 1069-ben örökölte a hercegi címet. Felesége Matilda toszkánai őrgrófnő, III. Bonifác toszkánai őrgróf és Beatrix felső-lotaringiai hercegnő (Gottfried apjának második felesége) lánya.
- ismeretlen fiú (? - 1046/47): apjával együtt ejtette fogságba III. Henrik 1045 júliusában. Bár Gottfried 1046 tavaszán kiszabadult, de fiát (feltehetően jó magaviselete zálogaként) Henrik továbbra is fogságban tartotta, de a gyermek nemsokára meghalt.
- Ida (1038/43 - 1113. augusztus 13.),[3] II. Euszták boulogne-i gróf második felesége.
- Wiltrudis ( - 1093)

Második felesége (1054) Beatrix felső-lotaringiai hercegnő, III. Bonifác toszkánai őrgróf özvegye.